# Bruno Thomauske

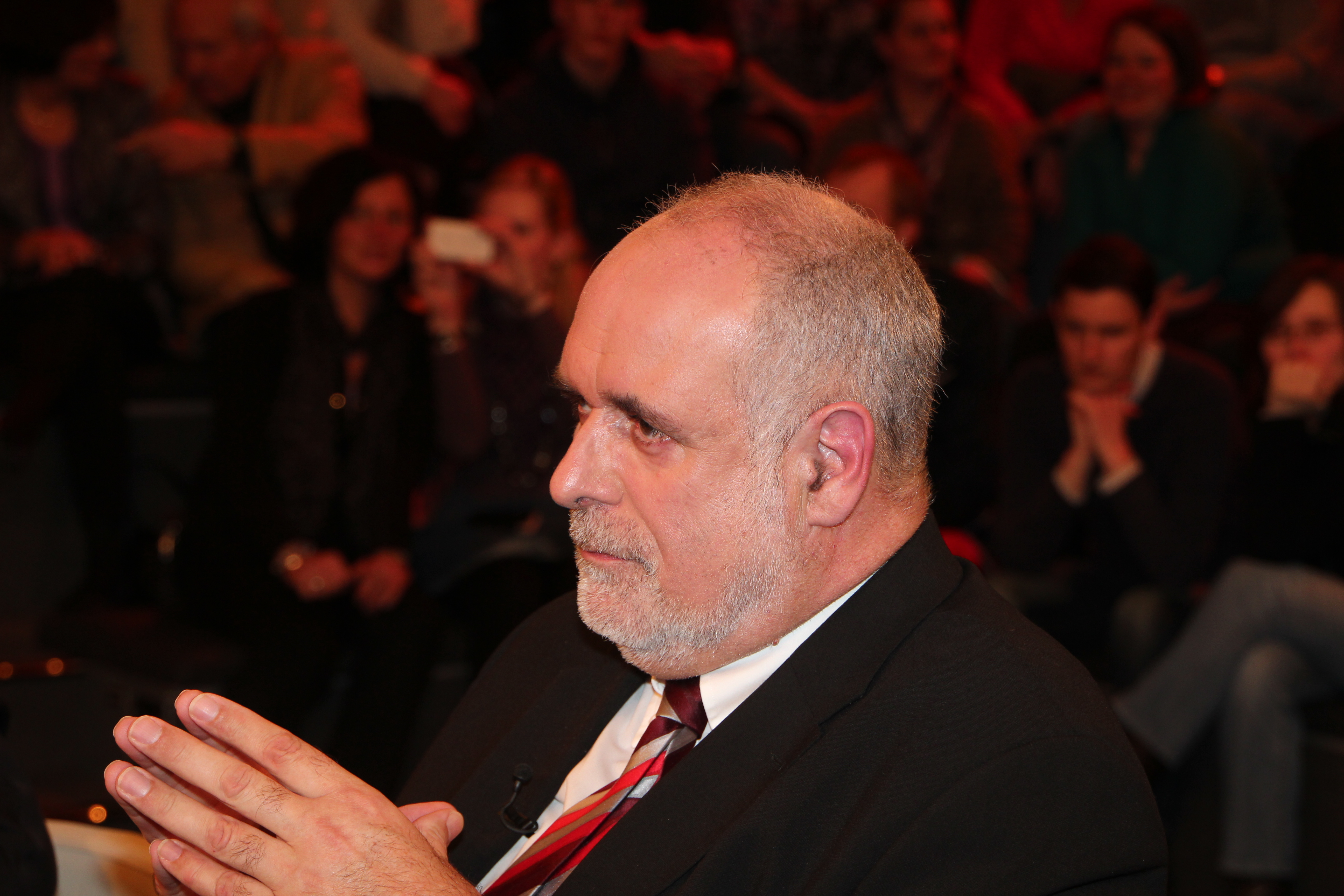
Bruno Thomauske (2011)

Bruno Thomauske (* 15. Oktober 1949 in Oppenau) ist ein deutscher Physiker, ehemaliger Manager und emeritierter Professor. Thomauske war 20 Jahre beim Bundesamt für Strahlenschutz (BfS) beschäftigt, wechselte 2003 als Leiter der Kernkraftsparte zu Vattenfall. Nachdem er infolge von Störfällen in den Kernkraftwerken Krümmel und Brunsbüttel 2007 bei Vattenfall zurückgetreten war, war er als Gutachter bei der „vorläufigen Sicherheitsanalyse Gorleben“ des Bundesumweltministeriums beteiligt.

## Ausbildung
Thomauske studierte Physik und wurde 1983 mit einer Arbeit über die Elastische Neutron-Kern-Streuung bei hohen Energien und kleinen Impulsüberträgen an der Albert-Ludwigs-Universität Freiburg promoviert.
Von 1978 bis 1980 arbeitete Thomauske für das europäische Kernforschungszentrum CERN in Genf.

## Behördentätigkeit
Von 1983 bis 2003 war Thomauske im Bundesamt für Strahlenschutz (BfS) tätig und beschäftigte sich dort mit der Endlagerung radioaktiver Abfälle. 1988 wurde er Leiter des „Projekts Gorleben“. Von 1991 bis 1997 leitete Thomauske die Abteilung Projektmanagement für Endlagerprojekte. 1997 wurde er Leiter des Fachbereichs, 1999 Leiter der Abteilung „Endlagerprojekte, Betrieb“ im BfS. In dieser Zeit gehörte er auch der von der Bundesregierung eingesetzten Arbeitsgruppe AkEnd an, die ein geeignetes Endlager für hochradioaktiven Müll in der Bundesrepublik finden sollte.
Nach seiner Entlassung bei Vattenfall war er von 2014 bis 2016 als Vertreter der Wissenschaft Mitglied in der Kommission Lagerung hoch radioaktiver Abfallstoffe (Endlagerkommission des BMU) gemäß § 3 Standortauswahlgesetz.

## Vattenfall
Im Herbst 2003 wechselte Thomauske aus dem BfS zum Energiekonzern Vattenfall und wurde technischer Geschäftsführer der Vattenfall Europe Nuclear Energy GmbH. Sein Wechsel aus einer Position, in der er für atomrechtliche Genehmigungen für die Betreiber von Nuklearanlagen (darunter auch sein zukünftiger Arbeitgeber Vattenfall) mit verantwortlich war, in die Geschäftsführung von Vattenfall wurde teilweise kritisiert, da Interessenskonflikte zwischen altem und neuem Posten nicht ausgeschlossen werden konnten. Thomauske wurde in diesem Zusammenhang in mehreren Medien mit dem Begriff „personifizierter Atomfilz“ in direkte Verbindung gebracht.
Bruno Thomauske gehörte als Geschäftsführer der Vattenfall-Atomenergiesparte dem Herausgeberbeirat der Zeitschrift atw (Atomwirtschaft) an.
Am 16. Juli 2007 wurde Thomauske von Vattenfall entlassen. Sein Arbeitgeber warf ihm vor, nach den Störfällen im Juni/Juli 2007 in den Kernkraftwerken Krümmel und Brunsbüttel die Atomaufsicht und die Öffentlichkeit spät und unvollständig über die Hintergründe der Störfälle informiert zu haben. Der Präsident des Deutschen Atomforums Walter Hohlefelder bezeichnete die Informationspolitik Vattenfalls als „verheerend“. Umweltminister Sigmar Gabriel begrüßte die Entlassung Thomauskes. Aus seiner Sicht hatte dieser „kein Interesse an Aufklärung“ und sei Vertreter einer „Bunkermentalität“ gewesen.

## Universitäre Tätigkeit
Seit Dezember 2008 ist Thomauske Universitätsprofessor für Nuklearen Brennstoffkreislauf an der Fakultät für Georessourcen und Materialtechnik der RWTH Aachen.
Im August 2010 wurde bekannt, dass Thomauske im Auftrag des Bundesumweltministeriums bis Ende 2012 eine vorläufige Sicherheitsanalyse für das geplante Endlager Gorleben durchführen sollte. In diesem Zusammenhang wurde in mehreren Medien Thomauskes enge biographische Verbindung zur Atomindustrie in Zusammenhang mit einer Neutralität erfordenden wissenschaftlicher Aufgabe kritisch betrachtet.